# Marleen Wissink
Marleen Wissink (* 4. Juli 1969 in Enschede) ist eine ehemalige niederländische Fußballtorhüterin und war bis zum 29. Oktober 2009 Rekord-Nationalspielerin mit 141 Länderspielen.

## Spielerkarriere
Wissink gehörte von 1995 bis 1998 zunächst der Frauenfußballabteilung der SG Praunheim an, aus der am 27. August 1998 der eigenständige 1. FFC Frankfurt hervorgegangen ist. Diesem gehöre sie bis Saisonende 2005/06 an und kam ab der Saison 1999/2000 in 104 Punktspielen in der höchsten Spielklasse im deutschen Frauenfußball zum Einsatz.
Während ihrer Vereinszugehörigkeit gewann sie mit ihrer Mannschaft fünfmal in Folge das Double und des Weiteren zweimal den Women’s Cup, dem Vorläufer der ab 2009 umbenannten Champions League. Ihre Spielerkarriere ließ sie für die zweite Mannschaft der Frankfurterinnen in der Saison 2006/07 in der 2. Bundesliga Süd ausklingen.

## Trainerkarriere
Von 2009 bis 2011 war sie Co-Trainerin des SC Heerenveen. Im Juli 2015 wurde ihr die Trainertätigkeit über die niederländische U17-Juniorinnen-Nationalmannschaft übertragen. Diese führte sie als Cheftrainerin während der Europameisterschaft 2017 in Tschechien, bis ins Halbfinale,
Als Co-Trainerin betreute sie erneut die niederländische U17-Juniorinnen-Nationalmannschaft während der Europameisterschaft 2018 in Litauen, aus der ihre Mannschaft nach der Gruppenphase ausschied.

## Erfolge
- Women’s Cup-Sieger 2002, 2006
- Deutscher Meister 1999, 2001, 2002, 2003, 2005
- DFB-Pokal-Sieger 1999, 2000, 2001, 2002, 2003